# 秦政明
秦 政明（はたまさあき、1930年-2003年3月）、元URC社長。大阪出身、大阪大学卒業。

## 略歴
大学生時代は、歌ごえ運動に没頭し（その頃からの知人に田川律がいる）、卒業後の1958年、クラシックのコンサートを主催する「大阪国際フェスティバル協会」入社。
1962年、大阪国際フェスティバル協会から独立し、外タレの関西公演を取り仕切るイベンター会社、「アート・プロモーション」を興す。
1966年7月、大阪労音に“フォークソング愛好会”を発足。森山良子やアマチュア時代のザ・フォーク・クルセダーズらを集めて「フォーク・フォーク・フォーク」という催しを行っていた頃に高石ともやに出会う。高石のやっている音楽に衝撃を受け、高石を自宅に居候させながら、二人三脚で活動を始める。
1967年9月、アート・プロモーションとは別に、高石ともやを中心とした「高石事務所」を大阪に設立、中川五郎、ザ・フォーク・クルセイダーズが合流。
1968年、東芝音楽工業から「帰って来たヨッパライ」をリリースする際、版権会社が必要となったため、「アート音楽事務所」設立。1月に東京・原宿のセントラル・アパートの一室に高石音楽事務所の東京事務所も開設。
1969年1月、アート音楽事務所より月刊誌『フォーク・リポート』発行。2月、関西フォークの一大拠点となった高石事務所所属のアーティスト作品をレコ倫を通さず自由にレコード配信しようと会員制レコードクラブ、「アングラ・レコード・クラブ（略してURC）」設立。
1970年1月、「高石事務所」を「音楽舎」に社名変更。
1978年、「音楽舎」をいとこの秦慎一郎に引き継ぎ退く。日本古代史の研究に打ち込む。
2003年3月没。

## 関連書籍
- 風に吹かれた神々: 幻のURCとフォーク・ジャンボリー（1987年6月1日、シンコーミュージック、鈴木勝生）
- 日本フォーク私的大全（1995年9月1日、筑摩書房、なぎら健壱）
- 五つの赤い風船とフォークの時代（2012年7月1日、アイノア、なぎら健壱）
- 日本のフォーク完全読本（2014年6月30日、シンコーミュージック、監修：馬飼野元宏）
- プレイガイドジャーナルへの道 1968~1973: 大阪労音 フォークリポート プレイガイドジャーナル（2016年5月20日、東方出版、村元武）
- 『イムジン河』物語 〝封印された歌〟の真実（2016年8月22日、アルファベータブックス、喜多由浩）
- URCレコード読本（シンコーミュージック、2020年7月31日）
- 表現の文化研究ー鶴見俊輔・フォークソング運動・大阪万博（2023年9月15日、新曜社、粟谷佳司）
- 関西フォークとその時代: 声の対抗文化と現代詩（2023年10月27日、青弓社、瀬崎圭二）